# Joensuu flygplats
Joensuu flygplats, finska: Joensuun lentoasema, ligger i Libelits nordväst om Joensuu i Finland.

## Flygbolag och destinationer
Finnair trafikerar flygplatsen med dagliga förbindelser till Helsingfors. Finnair bedriver även charterflyg främst till Medelhavsländerna. 

## Olyckor och kapningar
Inga olyckor eller kapningar där Joensuu flygplats varit avgångs- eller destinationsflygplats finns rapporterade. 

## Finländskt värmerekord
Den 29 juli 2010 uppmättes 37,2 grader vid flygplatsen, vilket är den högsta temperatur som uppmätts i Finland någonsin. 